# 2016年リオデジャネイロオリンピックのブラジル選手団
2016年リオデジャネイロオリンピックのブラジル選手団（2016ねんリオデジャネイロオリンピックのブラジルせんしゅだん）は、2016年8月5日から8月21日にかけてブラジルのリオデジャネイロで開催された2016年リオデジャネイロオリンピックのブラジル選手団、およびその競技結果。

## 概要
今大会は開催国として迎え、金メダル7個、銀メダル6個、銅メダル6個の合計19個のメダルを獲得した。金メダル数と合計獲得メダル数はブラジル史上最多となった。
サッカーのFIFAワールドカップで5度の優勝を誇るブラジルはオリンピックのサッカー競技では勝てないというジンクスがあったものの、今大会のサッカー男子で悲願の金メダルを獲得した。

## メダル
| メダル | 選手名 | 競技         | 種目                       |
| ------ | --- | ------------ | -------------------------- |
| 金     | チアゴ・ブラス・ダ・シルバ | 陸上         | 男子棒高跳                 |
| 金     | ヴェヴェルトン ゼカ ロドリゴ・カイオ マルキーニョス レナト・アウグスト ドウグラス・サントス ルアン ラフィーニャ ガブリエウ ネイマール ガブリエル・ジェズス ワラシ ウィリアム ルアン・ガルシア ロドリゴ・ドゥラード チアゴ・マイア フェリペ・アンデルソン ウイルソン         | サッカー     | 男子                       |
| 金     | ロブソン・コンセイサン | ボクシング   | 男子ライト級               |
| 金     | ブルーノ・レゼンデ エデル・カルボネラ バラセ・デ・ソウザ ウィリアム・アルホーナ セルジオ・ドゥトラ・サントス ルイス・フェリペ・フォンテレス マウリシオ・ソウザ ドグラス・ソウザ ルーカス・サートカンプ エバンドロ・グエッラ リカルド・ルカレッリ・ソウザ マウリシオ・シルバ | バレーボール | 男子                       |
| 金     | アリソン・セルッチ ブルーノ・オスカー シュミット | バレーボール | 男子ビーチバレー           |
| 金     | マルティネ・グラエル カエナ・クンゼ | セーリング   | 女子49erFX級               |
| 金     | ラファエラ・シルバ | 柔道         | 女子57kg級                 |
| 銀     | アガタ・ベドナルズク バルバラ・セイシャス | バレーボール | 女子ビーチバレー           |
| 銀     | ディエゴ・イポリト | 体操         | 体操競技男子ゆか           |
| 銀     | アルトゥール・ザネッティ | 体操         | 体操競技男子つり輪         |
| 銀     | フェリペ・ウー | 射撃         | 男子10mエアピストル        |
| 銀     | イザキアス・ケイロス | カヌー       | 男子C-1 1000m              |
| 銀     | エルロン・シルヴァ イザキアス・ケイロス | カヌー       | 男子C-2 1000m              |
| 銅     | ポリアナ・オキモト | 競泳         | 女子10kmマラソンスイミング |
| 銅     | アルトゥール・オヤカワ・マリアノ | 体操         | 体操競技男子ゆか           |
| 銅     | ラファエル・シルバ | 柔道         | 男子100kg超級              |
| 銅     | マイラ・アギアル | 柔道         | 女子78kg級                 |
| 銅     | イザキアス・ケイロス | カヌー       | 男子C-1 200m               |
| 銅     | マイコン・デ・アンドラーデ | テコンドー   | 男子80kg超級               |